# 容毅燊
容毅燊（1996年2月9日—）為澳門男子籃球、排球雙棲運動員，最後效力於台灣職業籃球大聯盟新竹御嵿攻城獅。

## 生平
容毅燊據報導為澳門最高的人，主要運動項目為籃球與排球，2011年開始接受正式籃球訓練，2016年自澳門培正中學畢業後透過潘仁德引薦到臺灣就讀國立臺灣師範大學，並代表籃球校隊競逐大專籃球聯賽（UBA）。2020年大學畢業後繼續在臺灣修讀碩士，嗣後因得到P. LEAGUE+新竹攻城獅的延攬，在家人鼓勵下決定一邊修讀研究所一邊打職業籃球。2022年7月攻城獅宣布合約期滿不續約。容毅燊在休賽季期間赴醫院健康檢查後診斷為睪丸癌第三期，2022年9月攻城獅表示容毅燊希望在康復後能在台灣延續籃球生涯，故獲攻城獅培訓球員合約，給予比原合約更優渥的薪資條件，且為容毅燊安排化學治療療程。容毅燊共接受了四次化療，癌指數從27萬mIU/ml來到39 mIU/ml。2025年6月17日，新竹御嵿攻城獅宣布與容毅燊合約期滿不續約。

## 生涯數據

### P. LEAGUE+

#### 例行賽
| 賽季    | 球隊           | GP | MPG   | 2P%   | 3P% | FT% | RPG  | APG  | SPG  | BPG  | PPG  |
| ------- | -------------- | -- | ----- | ----- | --- | --- | ---- | ---- | ---- | ---- | ---- |
| 2020–21 | 新竹街口攻城獅 | 22 | 06:56 | 30.77 | 20  | 50  | 1.59 | 0.18 | 0.32 | 0.36 | 1.82 |

## 外部連結
- 容毅燊的Instagram帳戶
- 容毅燊在fiba.basketball（英语）
- 容毅燊在fiba3x3.com（英语）
- 容毅燊在P. LEAGUE+官網
- 容毅燊在台灣職業籃球大聯盟官網
- 容毅燊在Eurobasket.com（球員）（英语）
- 容毅燊在Flashscore（英语）